# Frédéric-Emmanuel Grunwald
Frédéric-Emmanuel Grunwald, né le 10 avril 1734 à Hopper (Haute-Lusace) et mort le 16 octobre 1826 à Bellevaux, est un médecin et homme de lettres allemand.

## Biographie
Grunwald reçoit de son père, pasteur de la confession d'Ausbourg, une éducation soignée qui le met en état de se présenter à l’école de Leipzig et au collège royal électoral de médecine de Dresde. L’invasion de la Saxe par les Prussiens lui fiat perdre un protecteur zélé et puissant, qui voulait le placer dans le corps des médecins militaires des armées saxonnes.
Grunwald s’enfuit de Dresde, va rejoindre les Français après la bataille de Rosbach. Il est accueilli par le comte de La Luzerne qui l’engage à venir s’établir à Paris. Mais Grunwald, renonçant à la médecine, préfère aller s’établir, en 1761, à Bouillon et s'y associer à la publication du Journal Encyclopédique de Pierre Rousseau. Il rédige également, sous le titre de Gazette salutaire, un journal médical qui jouit pendant trente ans d’une grande faveur.
Ces travaux mettent Grunwald en relation avec les savants et les Académies de cette époque. Diderot et D'Alembert l’engagent à travailler au Supplément à l’Encyclopédie, pour lequel il fournit six longs article de médecine, dont celui consacré à l'Allaitement.
Il est reçu, le 12 avril 1782, membre correspondant de l’Académie des sciences, arts et belles-lettres de Dijon. Plus tard, il est affilié à l’Académie des sciences, lettres et arts d'Arras, à la Société royale d'agriculture et à la Société royale de médecine de Paris, à l’Académie des sciences et belles-lettres de Nancy et à la Société d'agriculture du grand-duché de Luxembourg.
La Révolution arrache une seconde fois Grunwald à ses études, le réduisant en même temps à la misère. Mais il trouve cette fois encore un asile et des protecteurs en France où il reçoit des gratifications du gouvernement d’alors et obtient en 1811 une pension de 800 francs inscrite au Grand Livre. Privé de cette ressource par les événements qui rendent Bouillon à la Prusse, Grunwald se voit de nouveau exposé à des besoins que son grand âge rend plus pénibles, lorsque le roi des Pays-Bas se charge de continuer la pension obtenue du gouvernement français par ce savant pauvre et modeste, dont les travaux continuels ont depuis longtemps altéré une santé qui avait été toujours chancelante. Il le nomme également chevalier de l’ordre du Lion néerlandais le 19 août 1817.

## Distinctions
- Chevalier de l'ordre du Lion néerlandais

## Sources
- Mémoires de l’Académie des sciences, arts et belles-lettres de Dijon, Dijon, Frantin, 1829, p. 402-5.